# Adéla Měrková
Adéla Měrková, född 23 mars 2001 i Šumperk, är en tjeckisk parkourutövare och tidigare gymnast. Hennes tvillingsyster, Vendula, är också en parkourutövare.

## Karriär
Měrková började med gymnastik som fyraåring. I mars 2017 tävlade hon vid världscupen i Doha och slutade på sjunde plats i fristående. Som 17-åring slutade Měrková med gymnastiken efter en allvarlig armbågsskada. Hon började därefter med parkour i början av 2019. I juni 2019 tog Měrková silver i freestyle vid världscupen i Montpellier. I september 2019 vid World Urban Games i Budapest tog hon även ett silver i freestyle.
I september 2021 vid världscupen i Sofia tog Měrková brons i freestyle. I juli 2022 slutade hon på fjärde plats i freestyle vid World Games 2022 i Birmingham. I oktober 2022 vid VM i Tokyo tog Měrková damernas första VM-brons i freestyle i den första upplagan av mästerskapet. Hon fick 24,5 poäng och besegrades endast av mexikanska Ella Bucio samt japanska Hanaho Yamamoto.